# Agrotis
Agrotis är ett släkte av fjärilar som beskrevs av Ferdinand Ochsenheimer 1816. Agrotis ingår i familjen nattflyn, Noctuidae.

## Dottertaxa tillAgrotis, i alfabetisk ordning[1][2]
- Agrotis achromatica Hampson, 1903
- Agrotis admirationis Guenée, 1868
- Agrotis aeneipennis Grote, 1876
- Agrotis alexandrlensis Bethune-Baker, 1894
- Agrotis alluaudi Viette, 1958
- Agrotis amphora Hampson, 1903
- Agrotis ancastiensis Köhler, 1966
- Agrotis andina Köhler, 1945
- Agrotis andinicola Köhler, 1979
- Agrotis apicalis Herrich-Schäffer, 1868
- Agrotis araucaria Hampson, 1903
- Agrotis arenarius Neil, 1983
- Agrotis arenivolans Butler, 1879
- Agrotis aspersula Köhler, 1966
- Agrotis atha Strecker, 1898
- Agrotis atridiscata Hampson, 1918
- Agrotis atrux Pinker, 1969
- Agrotis aulacias Meyrick, 1899
- Agrotis australis Köhler, 1945
- Agrotis baleense Laporte, 1977
- Agrotis baliopa Meyrick, 1899
- Agrotis benefida Draudt, 1924
- Agrotis biconica Kollar, 1844
- Agrotis bifurca Staudinger, 1881
- Agrotis bigramma Esper, 1790  Piltecknat jordfly
- Agrotis bilix Guenée, 1852
- Agrotis bosqi Köhler, 1945
  - Agrotis bosqi griseosparsa Köhler, 1945
  - Agrotis bosqi peruensis Berio, 1986
- Agrotis bosqina Berio, 1986
- Agrotis brachypecten Hampson, 1899
- Agrotis brachystria Hampson, 1903
- Agrotis bryani Swezey, 1926
- Agrotis buchholzi Barnes & Benjamin, 1929
- Agrotis caffra Hampson, 1903
- Agrotis canietensis Köhler, 1966
- Agrotis canities Grote, 1902
- Agrotis capayana Köhler, 1959
- Agrotis carolia Schaus, 1929
- Agrotis carrascoi Köhler, 1979
- Agrotis catenifera Walker, 1869
- Agrotis ceramophaea Meyrick, 1899
- Agrotis ceropachoides Guenée, 1868
- Agrotis characteristica Alphéraky, 1892
- Agrotis charmocrita Meyrick, 1928
- Agrotis chimaera Köhler, 1973
- Agrotis chretieni Dumont, 1903
  - Agrotis chretieni lafauryi Dumont, 1920
  - Agrotis chretieni pyrenaica Boursin, 1945
- Agrotis cineraria Blanchard, 1852
- Agrotis cinerea Denis & Schiffermüller, 1775  Brunhalsat jordfly
  - Agrotis cinerea alpigena Turati, 1883
  - Agrotis cinerea asandjurae Köhler, 1965
  - Agrotis cinerea eximia Culot, 1909
  - Agrotis cinerea livonica Teich, 1886
  - Agrotis cinerea murina Eversmann, 1848
  - Agrotis cinerea tephrina Staudinger, 1901
- Agrotis clavis  1766  Barkfärgat jordfly
  - Agrotis clavis amurensis Staudinger, 1892
  - Agrotis clavis corsa Püngeler, 1908
- Agrotis clavisigna Dognin, 1916
- Agrotis cleiducha Dognin, 1902
- Agrotis colossa Boursin, 1965
- Agrotis congrua Walker, 1865
- Agrotis conifrons Draudt, 1924
- Agrotis consentanea Mabille, 1880
- Agrotis consternans Hayes, 1975
- Agrotis contingens Warren, 1914
- Agrotis coquimbensis Hampson, 1903
- Agrotis crassa Hübner
  - Agrotis crassa golickei Erschoff, 1871
  - Agrotis crassa lata Treitschke, 1835
  - Agrotis crassa modesta Schawerda, 1931
- Agrotis cremata Butler, 1880
- Agrotis crinigera Butler, 1881
- Agrotis cuprea Moore, 1867
- Agrotis cygnea Common, 1958
- Agrotis daedalus Smith, 1890
- Agrotis daguerrei Köhler, 1961
- Agrotis daguerreodes Berio, 1986
- Agrotis debivari Berio, 1962
- Agrotis deprivata Walker, 1857
  - Agrotis deprivata nuda Köhler, 1979
- Agrotis dirempta Staudinger, 1859
- Agrotis dislocata Walker, 1856
- Agrotis dispar Köhler, 1959
- Agrotis dollii Grote, 1882
- Agrotis duosigna Hampson, 1903
- Agrotis edentifera Berio, 1978
- Agrotis edmondsi Butler, 1882
- Agrotis elegans Köhler, 1945
- Agrotis endogaea Boisduval, 1832
  - Agrotis endogaea punica Boisduval, 1832
- Agrotis epicremma Meyrick, 1899
- Agrotis eugramma Hampson, 1903
- Agrotis evanescens Rothschild, 1894
- Agrotis exclamationis Linnaeus, 1758  Åkerjordfly
  - Agrotis exclamationis corsica Rungs, 1977
  - Agrotis exclamationis informis Leech, 1889
  - Agrotis exclamationis nigriorbis Zerny, 1934
  - Agrotis exclamationis serena Alphéraky, 1889
- Agrotis experta Walker, 1869
- Agrotis fasciata Rothschild, 1894
- Agrotis fasicola Dyar, 1913
- Agrotis faticana Staudinger, 1894
- Agrotis fatidica Hübner, 1824
  - Agrotis fatidica bombycia Ev., 1851
- Agrotis fausta Köhler, 1958
- Agrotis forasmicans Köhler, 1945
- Agrotis forsteri Köhler, 1968
- Agrotis fortunata Draudt, 1937
- Agrotis fraterna Moore, 1882
- Agrotis fucosa Butler, 1881
- Agrotis fulvaurea Köhler, 1966
- Agrotis fumipennis Warren, 1912
- Agrotis gahani Köhler, 1959
- Agrotis gentilii Köhler, 1979
- Agrotis giffardi Swezey, 1932
- Agrotis gladiaria Morris, 1874
- Agrotis graslini Rambur, 1848
  - Agrotis graslini arenosa Staudinger, 1859
  - Agrotis graslini atlanta Le Cerf, 1933
  - Agrotis graslini gouini Oberthür, 1919
  - Agrotis graslini joannisi Glais & Le Pontois, 1923
- Agrotis gravis Grote, 1874
- Agrotis gypaetina Guenée, 1852
- Agrotis haesitans Walker, 1856
- Agrotis haifae Staudinger, 1897
  - Agrotis haifae pigmaea Pinker, 1974
- Agrotis hemileuca Walker, 1869
- Agrotis hephaestaea Meyrick, 1904
- Agrotis herzogi Rebel, 1911
  - Agrotis herzogi hoggari Rothschild, 1920
  - Agrotis herzogi saracenica Tams, 1925
- Agrotis heterochroma Draudt, 1924
- Agrotis hirtipalpis Walker, 1857
- Agrotis hispidula Guenée, 1852
- Agrotis humigena Püngeler, 1899
- Agrotis illutescens Berio, 1986
- Agrotis incarum Cockerell, 1927
- Agrotis incognita Staudinger, 1888
- Agrotis incommodoides Berio, 1950
- Agrotis india Köhler, 1961
- Agrotis infusa Boisduval, 1835
- Agrotis ingrata Butler, 1878
- Agrotis innocens Boursin, 1968
- Agrotis innominata Hudson, 1898
- Agrotis inobstrusa Walker, 1870
- Agrotis inspinosa Guenée, 1852
- Agrotis interjectionis Guenée, 1852
- Agrotis internexa Walker, 1870
- Agrotis interposita Maassen, 1890
- Agrotis ipsilon Hüfnagel, 1766  Kommajordfly
- Agrotis irritans Köhler, 1945
- Agrotis justa Corti, 1932
- Agrotis kerri Swezey, 1920
- Agrotis kinabaluensis Holloway, 1976
- Agrotis kingi McDunnough, 1932
- Agrotis lanidorsa Guenée, 1852
- Agrotis lanzarotensis Rebel, 1894
  - Agrotis lanzarotensis fuerteventurensis Pinker, 1974
  - Agrotis lanzarotensis grancanariae Pinker, 1974
  - Agrotis lanzarotensis mariaeludovicae Lucas, 1937
- Agrotis laysanensis Rothschild, 1894
- Agrotis leonoides Poole, 1989
- Agrotis liniclinans Köhler, 1967
- Agrotis liouvillei Le Cerf, 1932
- Agrotis livens Köhler, 1958
- Agrotis lividoradiata Berio, 1940
- Agrotis llanoi Köhler, 1955
- Agrotis longiclava De Joannis, 1913
- Agrotis longidentifera Hampson, 1903
  - Agrotis longidentifera ranavalo Viette, 1958
- Agrotis luehri Mentzer & Moberg, 1987  Linjerat fjällfly
- Agrotis lupita Beutelspacher, 1983
- Agrotis luzonensis Wileman & South, 1920
- Agrotis maculaclarus Plante, 1979
- Agrotis magnipunctata Prout, 1922
- Agrotis maldonadoi Köhler, 1961
- Agrotis malefida Guenée, 1852
- Agrotis manabilis Draudt, 1924
- Agrotis mansa Köhler, 1967
- Agrotis marginata Walker, 1870
- Agrotis melamesa Hampson, 1913
- Agrotis melanoneura Meyrick, 1899
- Agrotis melanopis Dyar, 1918
- Agrotis mesotoxa Meyrick, 1899
- Agrotis microreas Meyrick, 1899
- Agrotis microtica Hampson, 1908
- Agrotis militaris Staudinger, 1888
  - Agrotis militaris stenibergmani Bryk, 1941
- Agrotis minima Köhler, 1959
- Agrotis mollis Walker, 1870
- Agrotis montana Kozhanchikov, 1928
- Agrotis munda Walker, 1856
- Agrotis murinoides Poole, 1989
- Agrotis musa Smith, 1910
- Agrotis negrottoi Berio, 1938
- Agrotis nicotrai Berio, 1945
- Agrotis nun Maassen, 1890
- Agrotis nyei Köhler, 1967
- Agrotis obesa Boisduval, 1829
  - Agrotis obesa scytha Alphéraky, 1889
- Agrotis oblimata Draudt, 1924
- Agrotis obliqua Smith, 1903
- Agrotis orestica Forbes, 1934
- Agrotis orthogonia Morris, 1876
  - Agrotis orthogonia delorata Smith, 1908
  - Agrotis orthogonia duae Barnes & Benjamin, 1926
- Agrotis orthogonoides McDunnough, 1946
- Agrotis pallidula Walker, 1875
- Agrotis panoplias Meyrick, 1899
- Agrotis paramensis Hampson, 1918
- Agrotis patricei Viette, 1959
- Agrotis perigramma Meyrick, 1899
- Agrotis peruviana Hampson, 1909
- Agrotis phaeochroa Hampson, 1913
- Agrotis photophila Butler, 1879
- Agrotis picata Köhler, 1968
- Agrotis plana Leech, 1900
- Agrotis plectina Maassen, 1890
- Agrotis poliochroa Hampson, 1906
- Agrotis poliophaea Turner, 1926
- Agrotis poliotis Hampson, 1903
  - Agrotis poliotis perfusa Warren, 1912
- Agrotis porphyricollis Guenée, 1852
- Agrotis praedicta Corti, 1932
  - Agrotis praedicta justifica Corti, 1932
- Agrotis praeocupata Köhler, 1967
- Agrotis procellaris Meyrick, 1900
- Agrotis propriens Dyar, 1913
- Agrotis psammocharis Boursin, 1951
- Agrotis psammophaea Meyrick, 1899
- Agrotis psammophila Köhler, 1961
- Agrotis pteroglauca Beutelspacher, 1983
- Agrotis punctipes Walker, 1865
- Agrotis puta Hübner, 1800/03  Ovalfläcksjordfly
  - Agrotis puta insula Richardson, 1958
  - Agrotis puta meridionalis Spuler, 1905
  - Agrotis puta predotai Bytinski-Salz, 1937
  - Agrotis puta rotroui Rothschild, 1920
- Agrotis radama Viette, 1958
- Agrotis radians Guenée, 1852
- Agrotis raveni Köhler, 1973
- Agrotis repleta Walker, 1857
- Agrotis ripae Hübner, 1823  Havsstrandsjordfly
  - Agrotis ripae albonitens Krüger, 1933
  - Agrotis ripae albovenosa Tschetverikov, 1925
  - Agrotis ripae anderssoni Bryk, 1948
  - Agrotis ripae arens Turati, 1926
  - Agrotis ripae cursoriodes Hampson, 1903
  - Agrotis ripae desertorum Boisduval, 1840
  - Agrotis ripae farinosa Staudinger, 1888
  - Agrotis ripae fuscifusa Hampson, 1920
  - Agrotis ripae perplexa Bang-Haas, 1910
  - Agrotis ripae psammoda Staudinger, 1895
  - Agrotis ripae scruposa Draudt, 1936
  - Agrotis ripae viguraea Hampson, 1903
  - Agrotis ripae wagneri Corti & Draudt, 1933
- Agrotis robusta Blanchard, 1852
- Agrotis robustior Smith, 1899
- Agrotis ruta Eversmann, 1851
- Agrotis rutae Rebel, 1939
- Agrotis sabulosa Rambur, 1839
- Agrotis sardzeana Brandt, 1941
  - Agrotis sardzeana saharae Pinker, 1974
- Agrotis scaenica Köhler, 1967
- Agrotis schawerdaiu Bytinski-Salz, 1937
  - Agrotis schawerdaiu balearica Boursin, 1960
  - Agrotis schawerdaiu jeanninae Dufay, 1977
- Agrotis schreiteri Köhler, 1945
- Agrotis scotacra Filipjev, 1927
- Agrotis segetum Schiffermüller, 1775 Sädesbroddsfly
  - Agrotis segetum pallida Staudinger, 1881
- Agrotis selvagensis Pinker & Bacallado, 1978
- Agrotis semivirens Kozhanchikov, 1937
- Agrotis senta Draudt, 1924
- Agrotis sesamioides Rebel, 1907
- Agrotis simplonia Geyer, 1832
  - Agrotis simplonia calcigena Sohn-Rethel, 1929
- Agrotis songoensis Köhler, 1968
- Agrotis sordidoides Poole, 1989
- Agrotis steniptera Dognin, 1916
- Agrotis stigmosa Morris, 1874
- Agrotis subalba Walker, 1856
- Agrotis subandina Köhler, 1945
- Agrotis subcorticea Staudinger, 1895
- Agrotis submolesta Püngeler, 1900
- Agrotis submontana Köhler, 1961
- Agrotis subsegetis Berio, 1962
- Agrotis subspinifera Hampson, 1903
- Agrotis subterranea Fabricius, 1794
- Agrotis syricola Corti & Draudt, 1933
- Agrotis talda Schaus, 1893
- Agrotis tancrei Corti, 1927
- Agrotis tephrias Meyrick, 1899
- Agrotis tokionis Butler, 1881
- Agrotis triclava Draudt, 1924
- Agrotis trifurca Eversmann, 1837
  - Agrotis trifurca atra Corti, 1932
- Agrotis trifurcula Staudinger, 1892
  - Agrotis trifurcula sajana Corti, 1932
- Agrotis trux Hübner, 1824
  - Agrotis trux amasina Staudinger, 1901
  - Agrotis trux canarica Bacallado, 1973
  - Agrotis trux lunigera Stephens
  - Agrotis trux maderensis Pinker, 1971
  - Agrotis trux nili Bethune-Baker, 1894
  - Agrotis trux rubrofusca Schawerda, 1931
  - Agrotis trux subalba Corti & Draudt, 1933
- Agrotis turatii Standfuss, 1888
  - Agrotis turatii eumetabola de Lajonquière, 1969
- Agrotis turbans Staudinger, 1888
- Agrotis vancouverensis Grote, 1873
  - Agrotis vancouverensis dentilinea Smith, 1890
  - Agrotis vancouverensis semiclarata Grote, 1881
- Agrotis veda Howes, 1906
- Agrotis venerabilis Walker, 1856
  - Agrotis venerabilis arida Cockerell, 1913
- Agrotis vertenteni Hulstaert, 1923
- Agrotis vestigialis Hüfnagel, 1766  Spårjordfly
- Agrotis vetusta Walker, 1856
  - Agrotis vetusta catenuloides Smith, 1910
  - Agrotis vetusta mutata Barnes & Benjamin, 1924
- Agrotis volubilis Harvey, 1874
  - Agrotis volubilis fumipennis McDunnough, 1932
- Agrotis williamsi Schaus, 1923
- Agrotis wittmeri Köhler, 1958
- Agrotis xerophilina Köhler, 1979
- Agrotis xiphias Meyrick, 1899
- Agrotis xylographa Boursin, 1948

## Bildgalleri

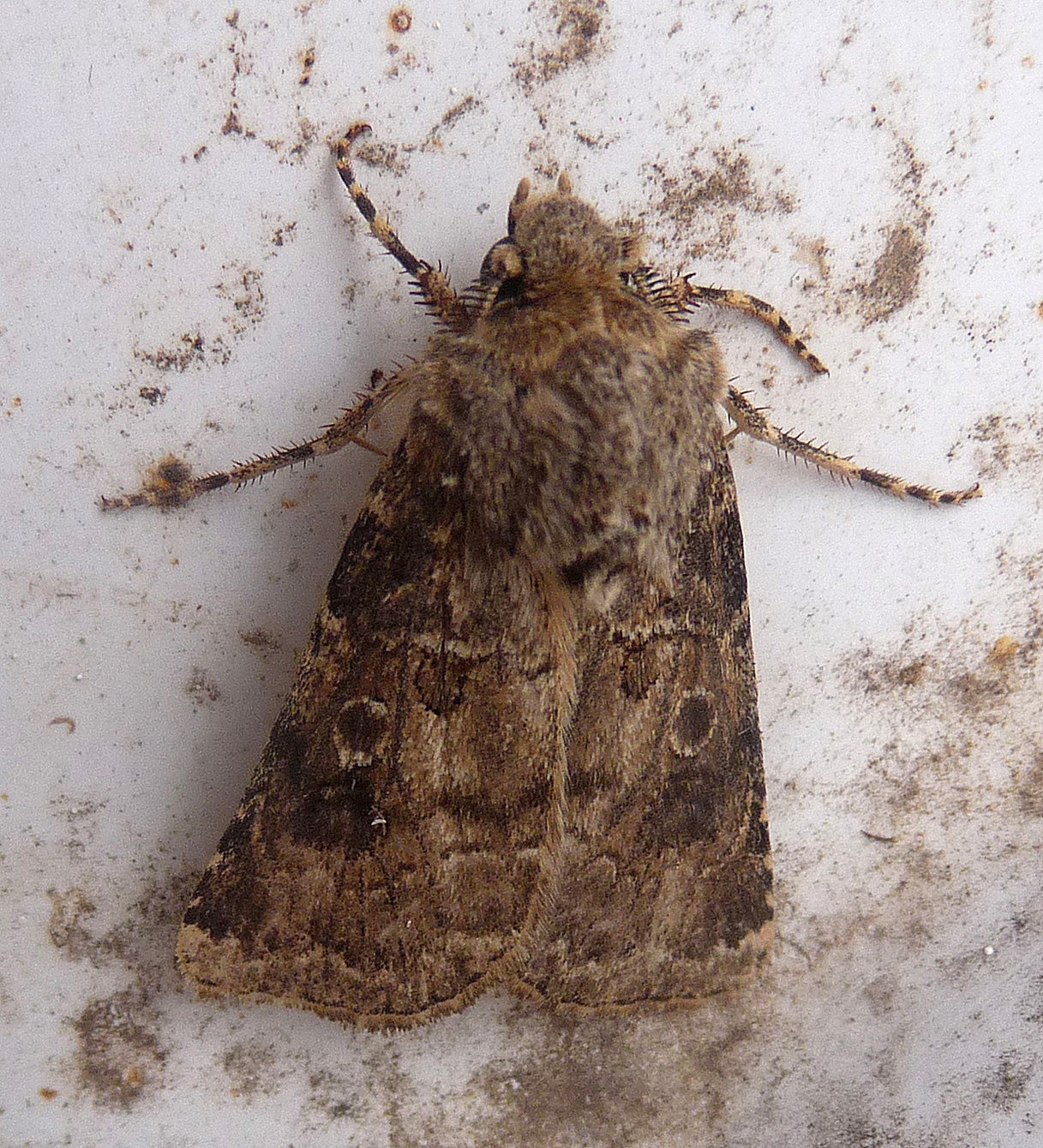
Piltecknat jordfly, Agrotis bigramma
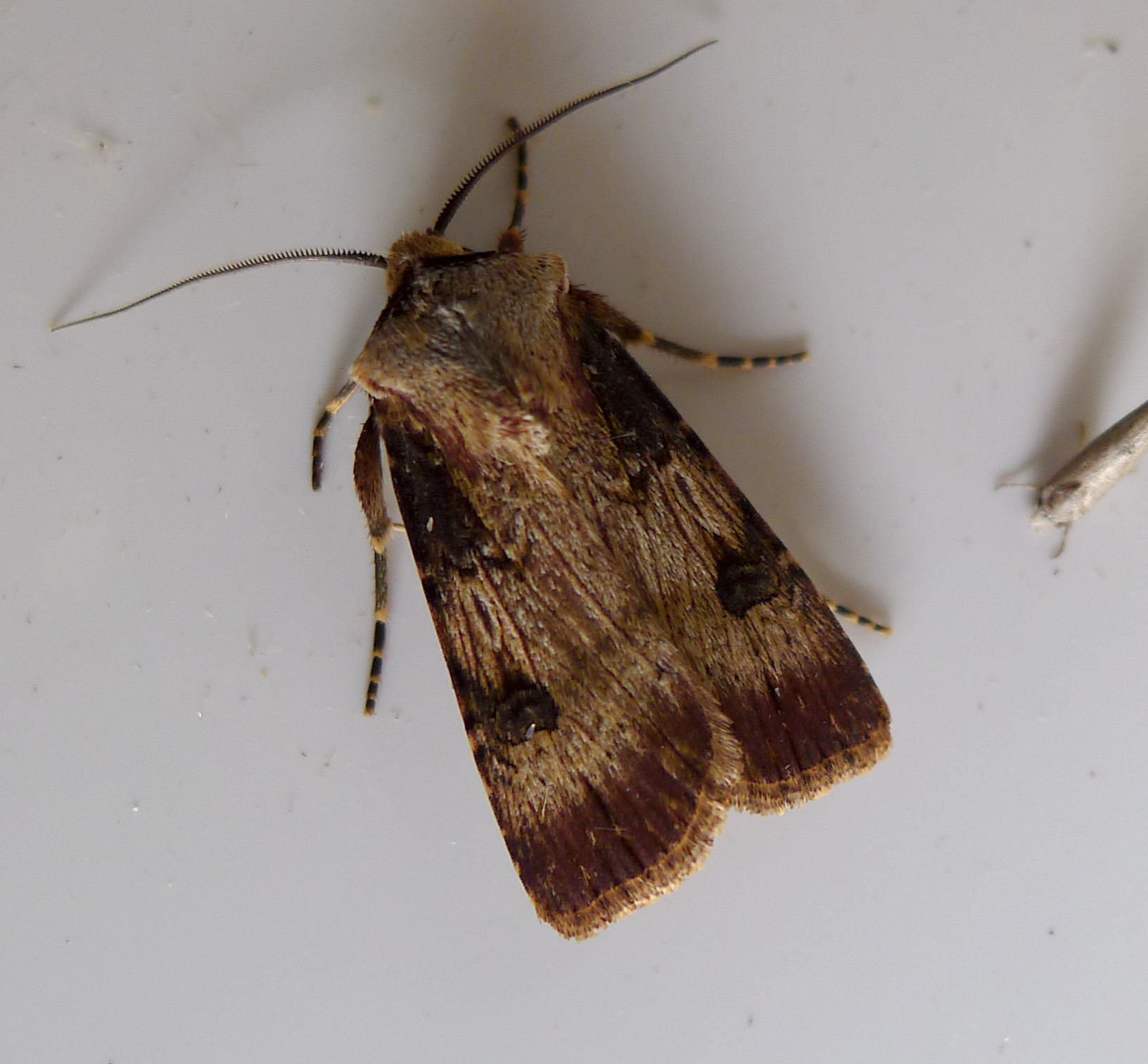
Agrotis catalaunensis
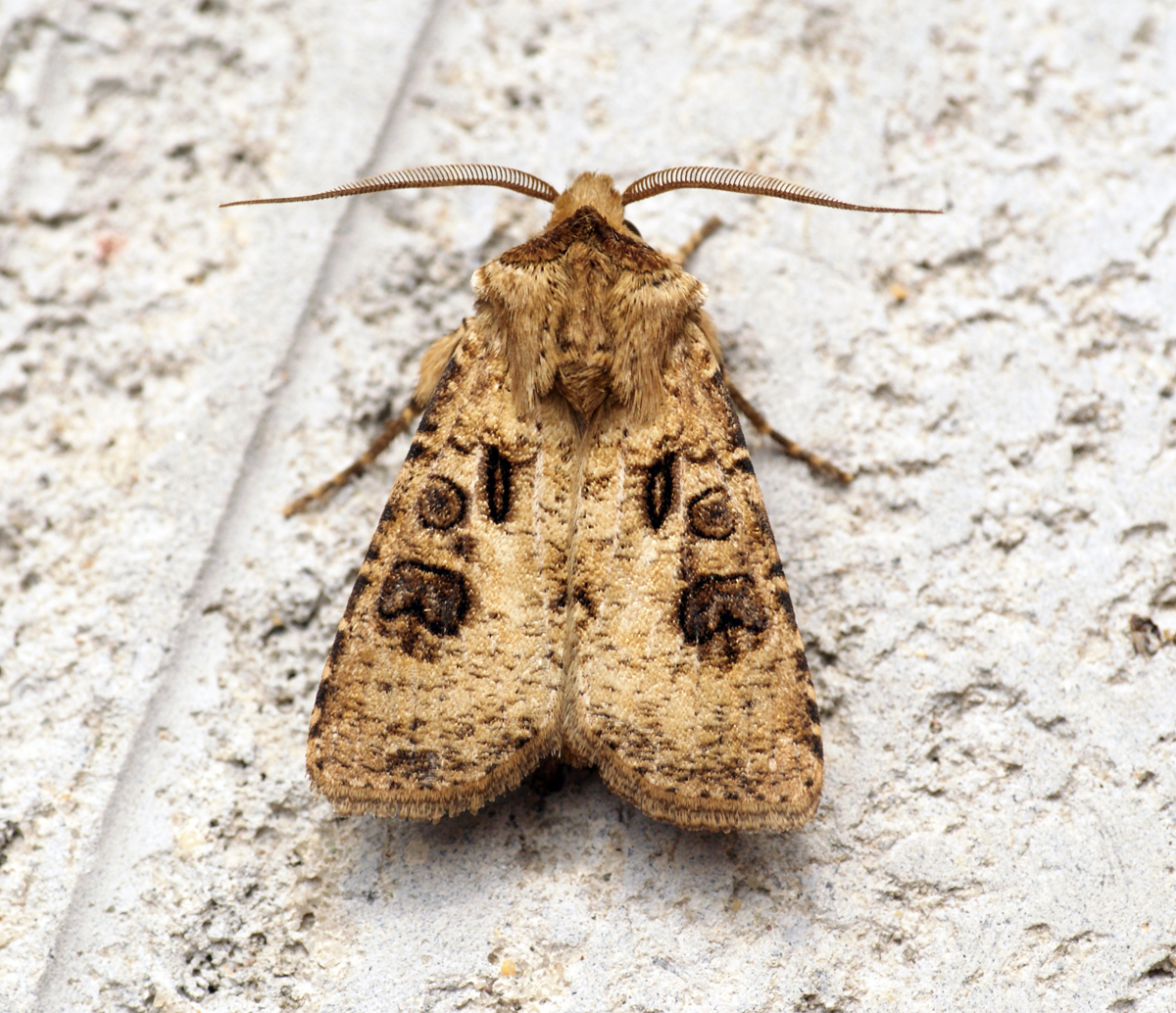
Barkfärgat jordfly, Agrotis clavis
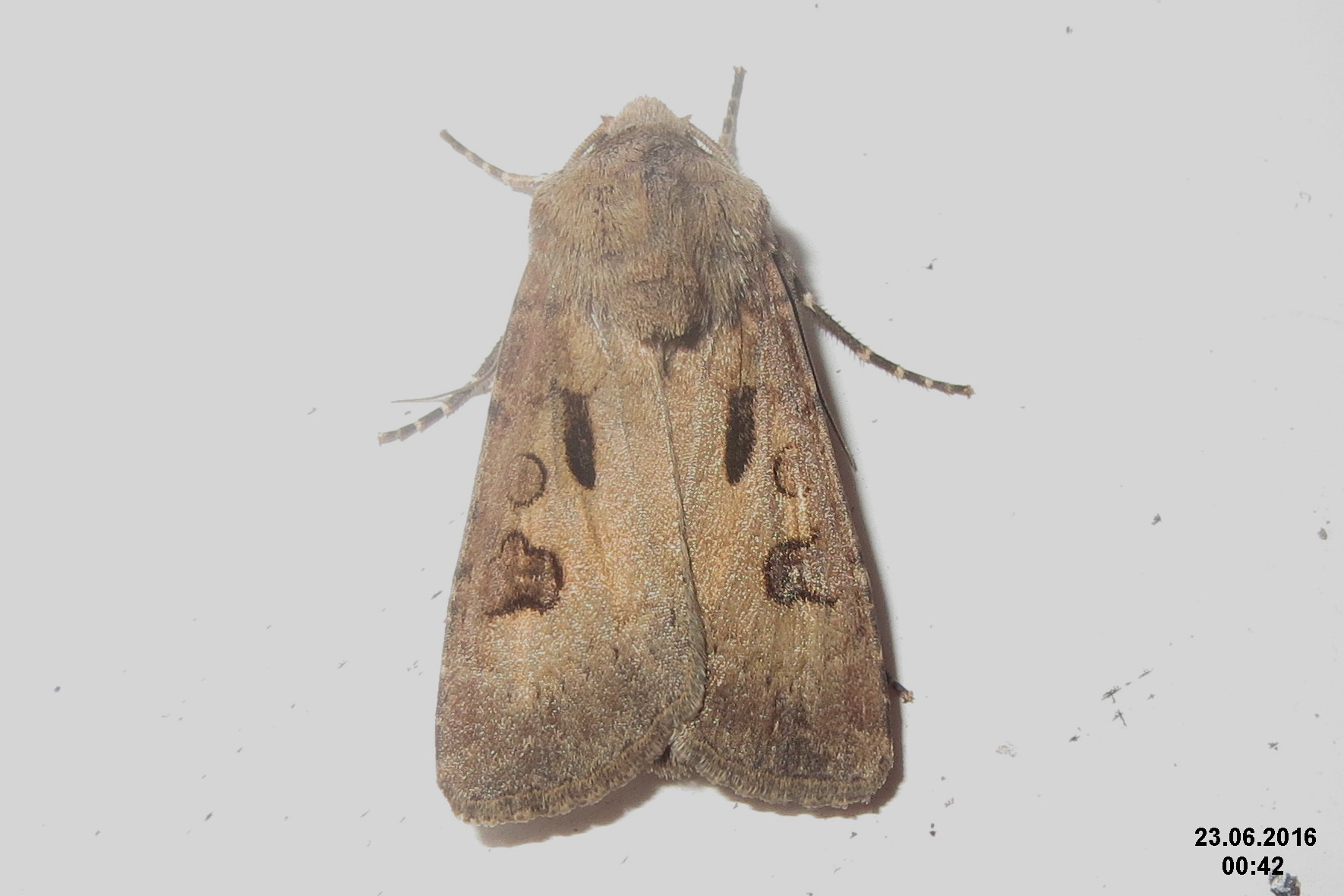
Åkerjordfly, Agrotis exclamationis
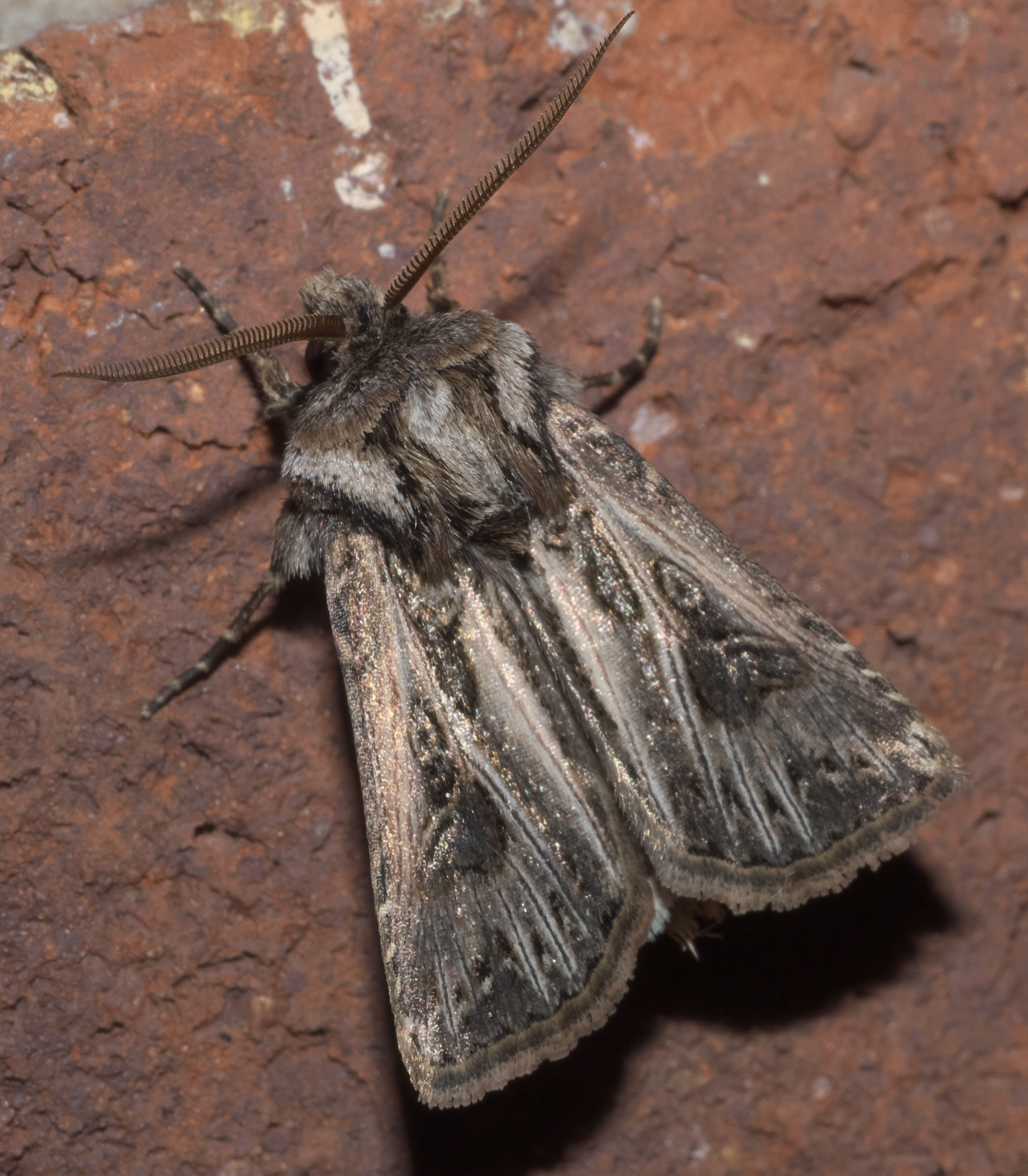
Agrotis gladiaria
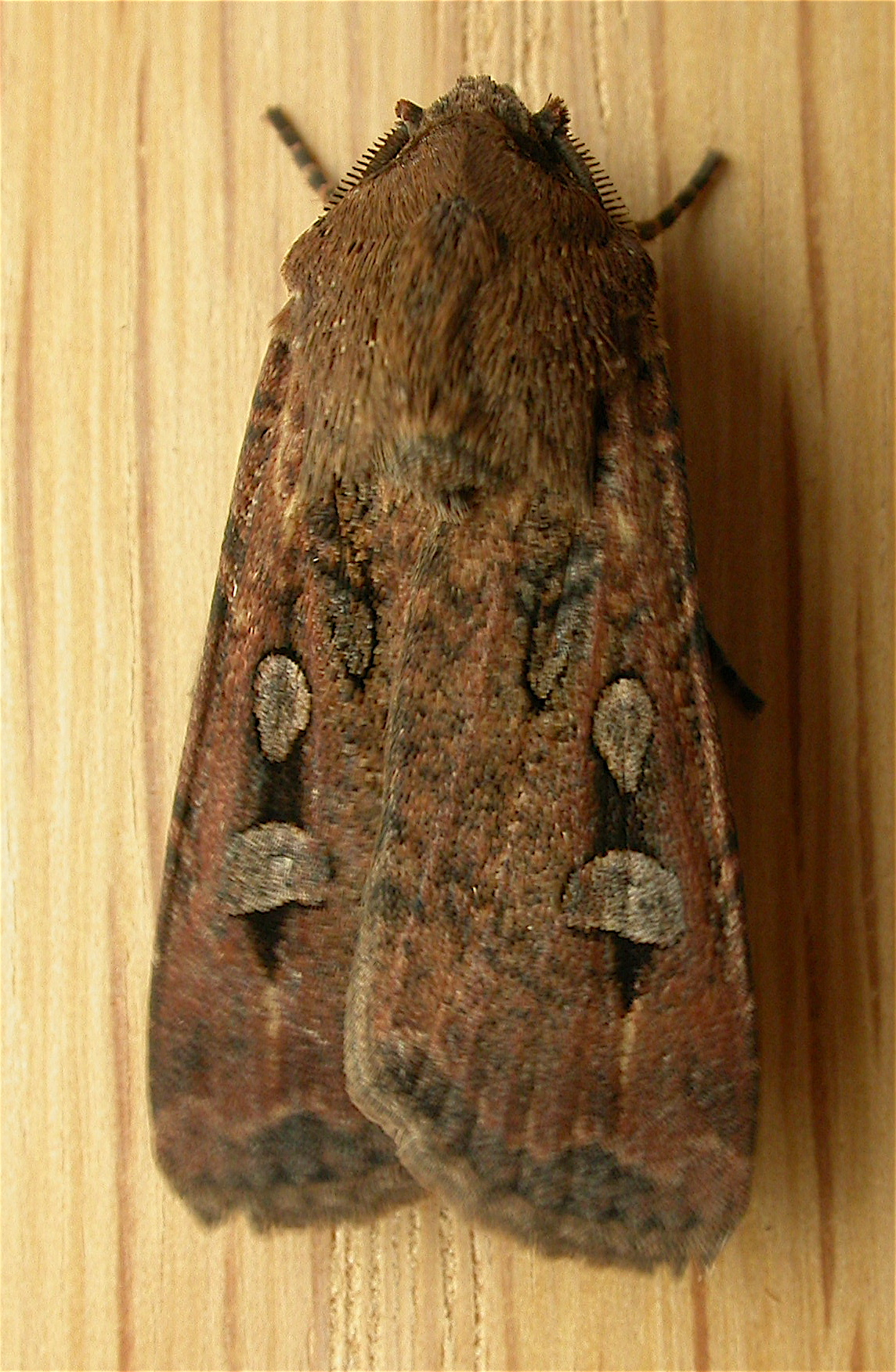
Agrotis infusa
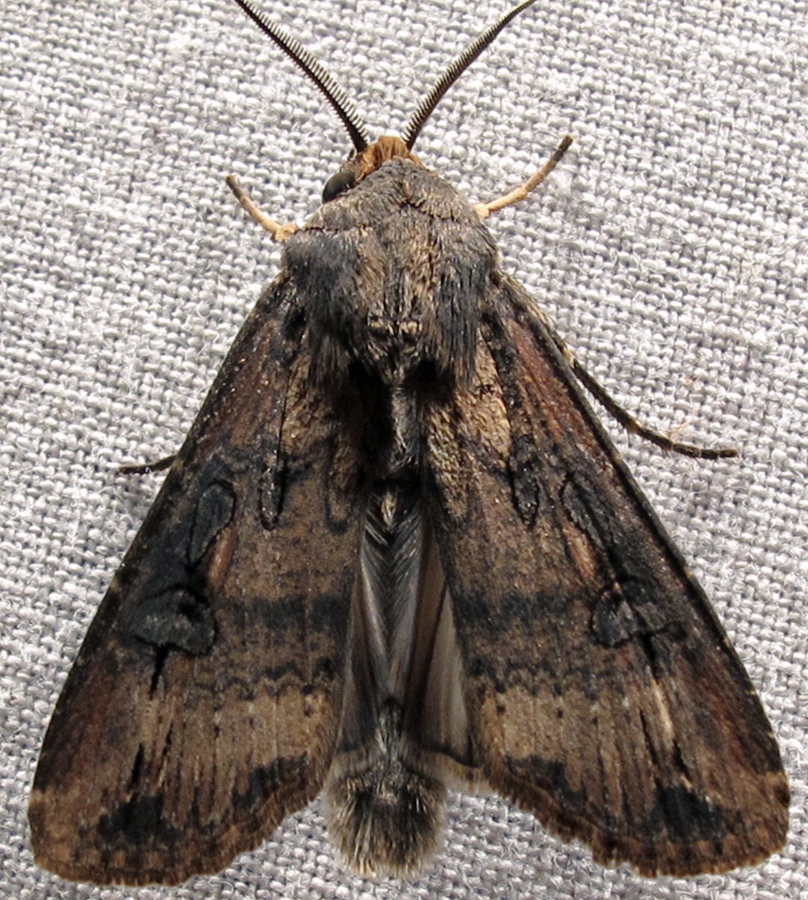
Kommajordfly Agrotis ipsilon
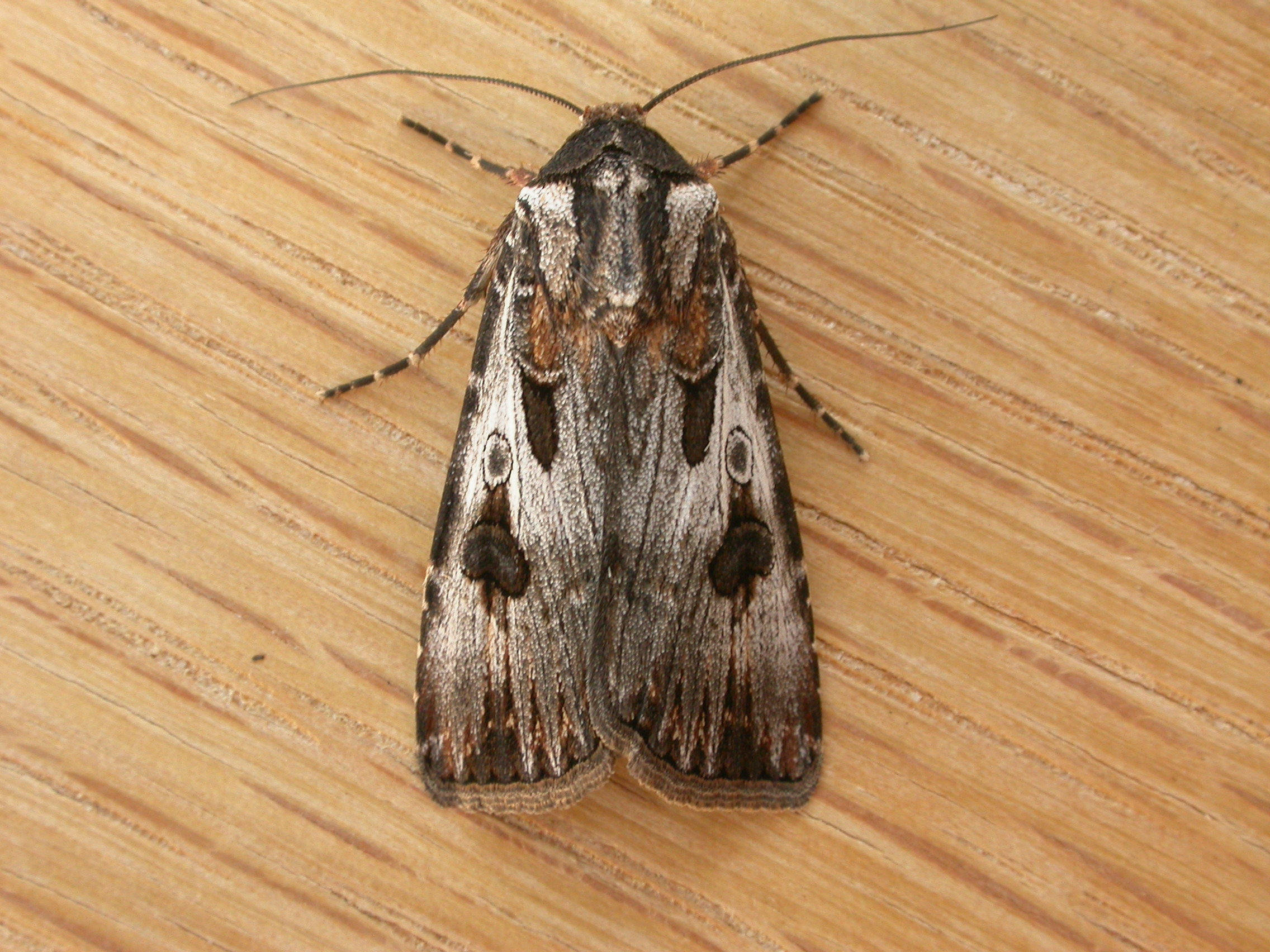
Agrotis munda
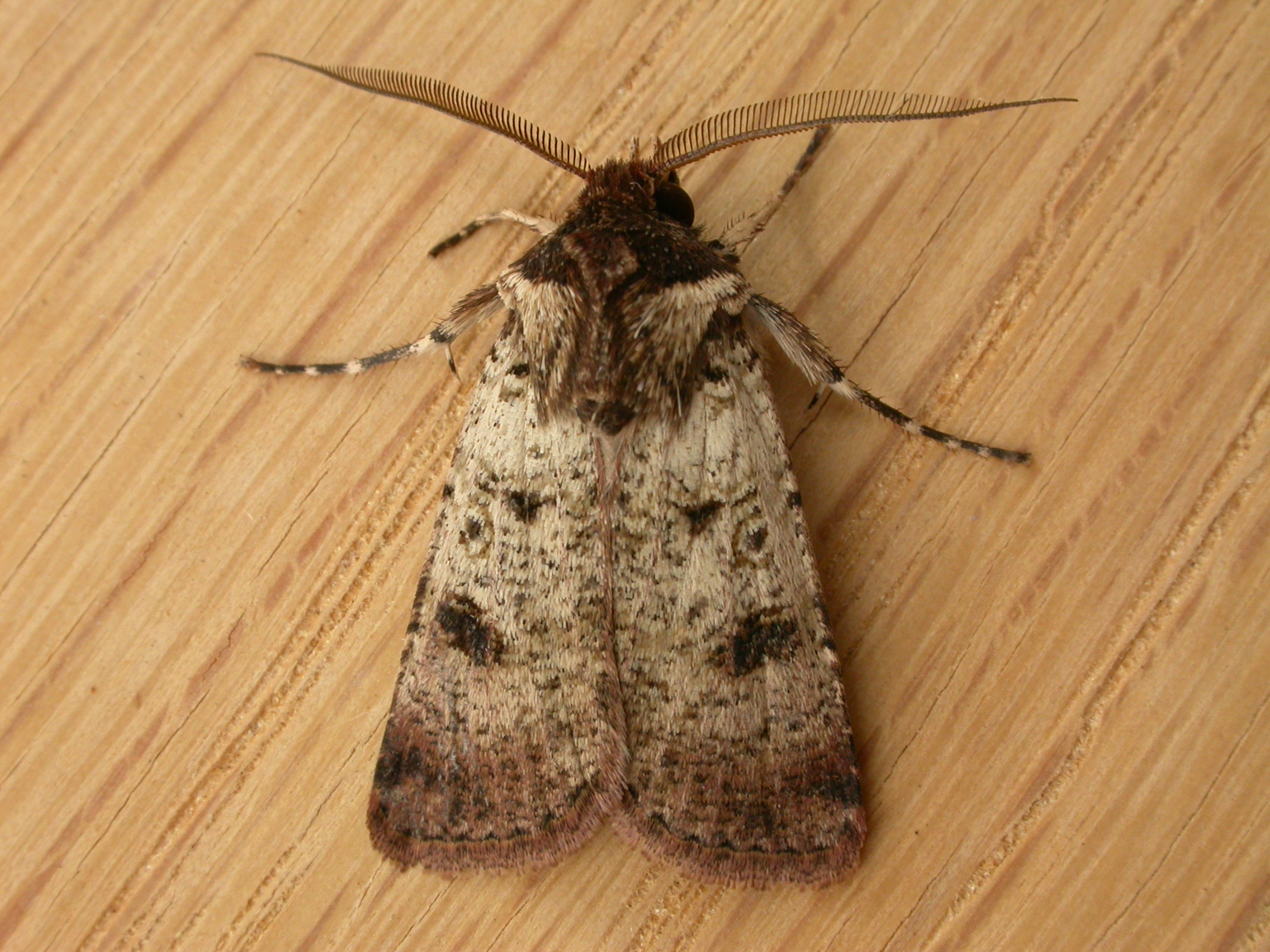
Agrotis porphyricollis
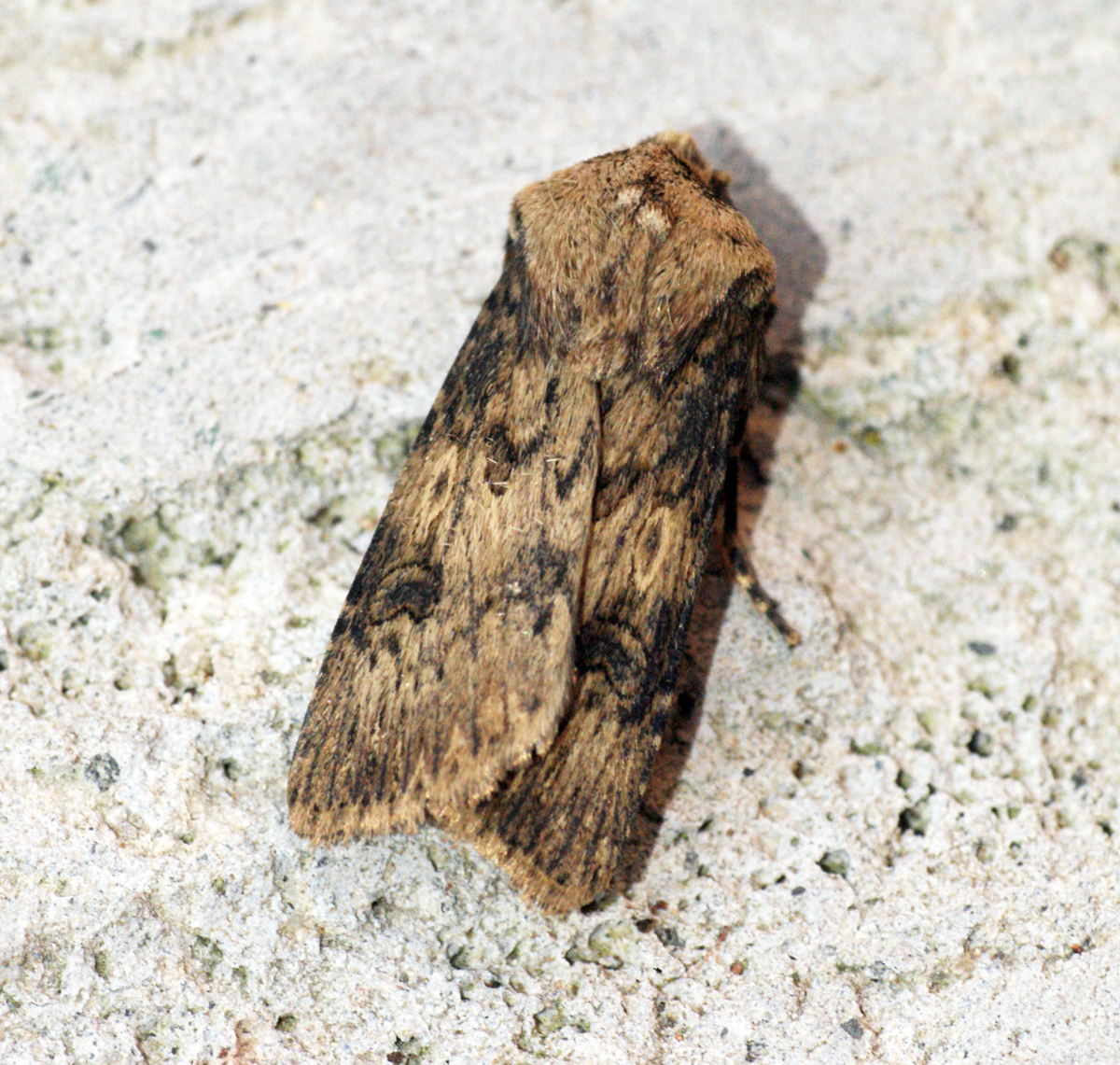
Ovalfläcksjordfly, Agrotis puta
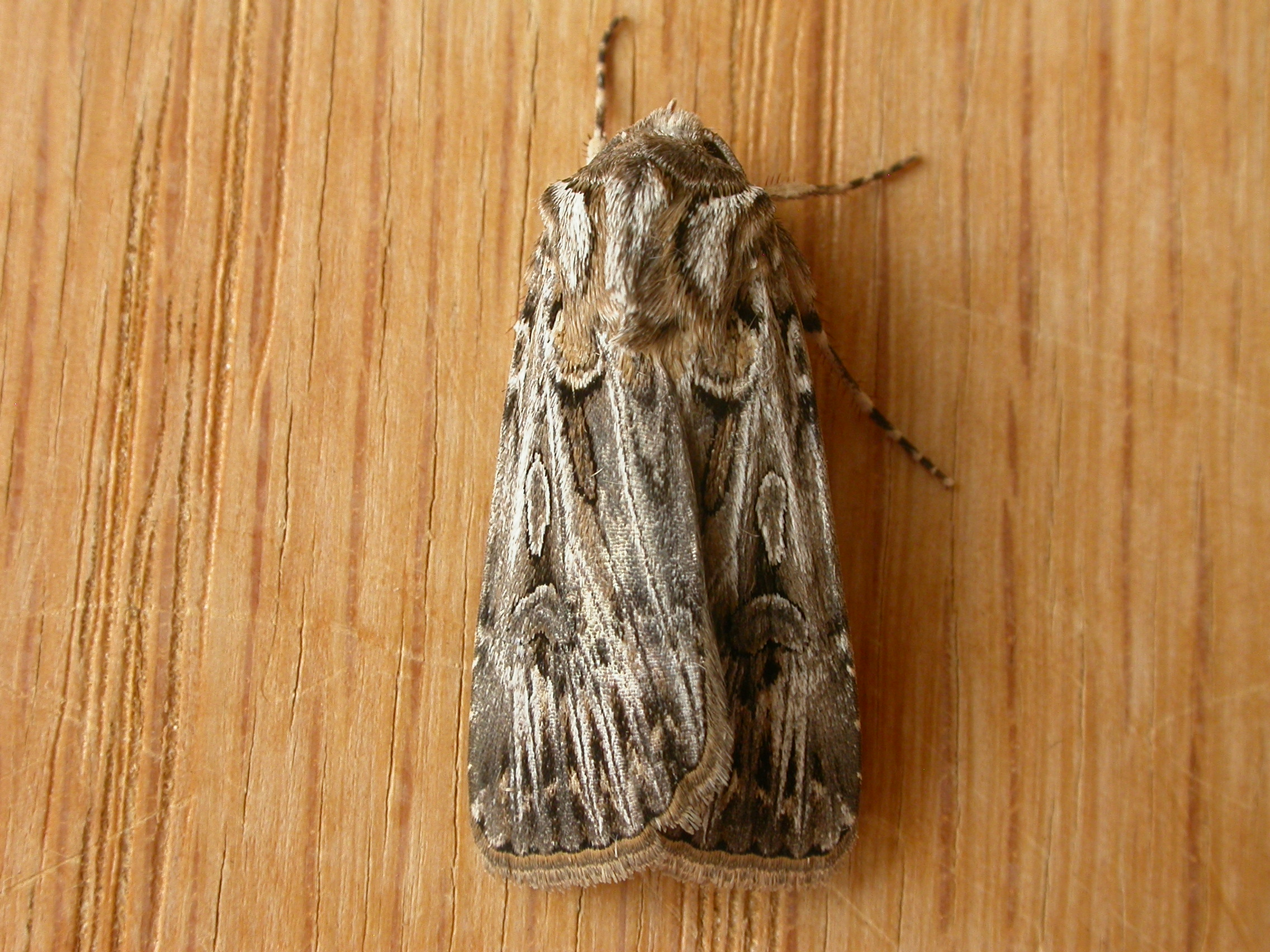
Agrotis radians
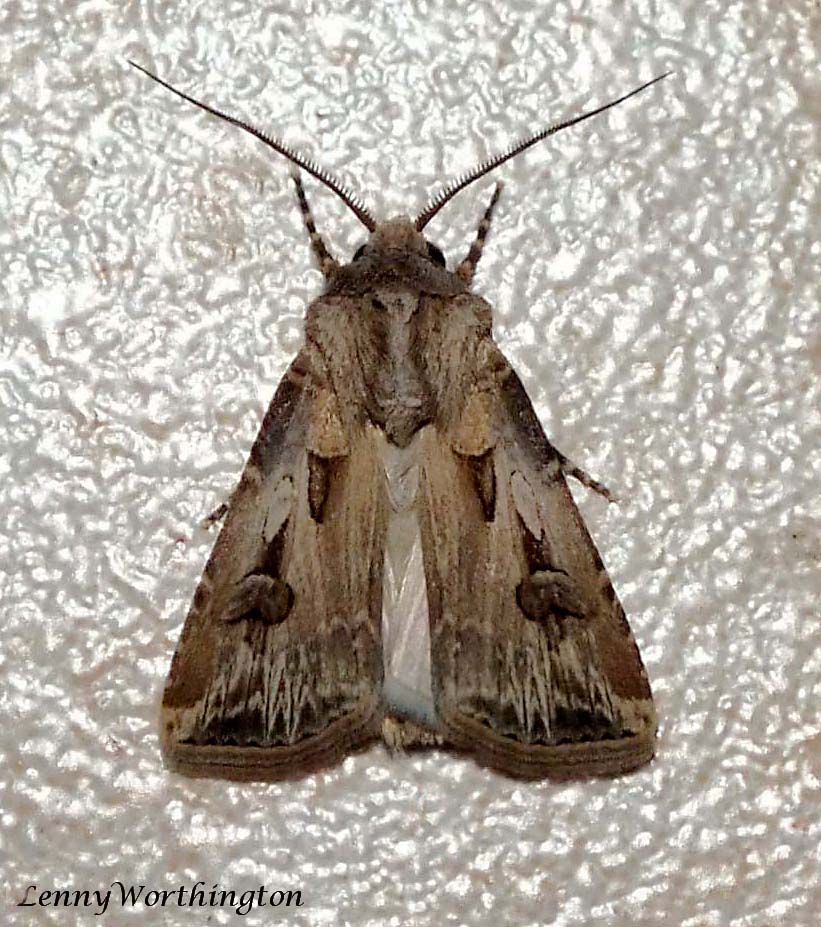
Sädesbroddsfly, Agrotis segetum
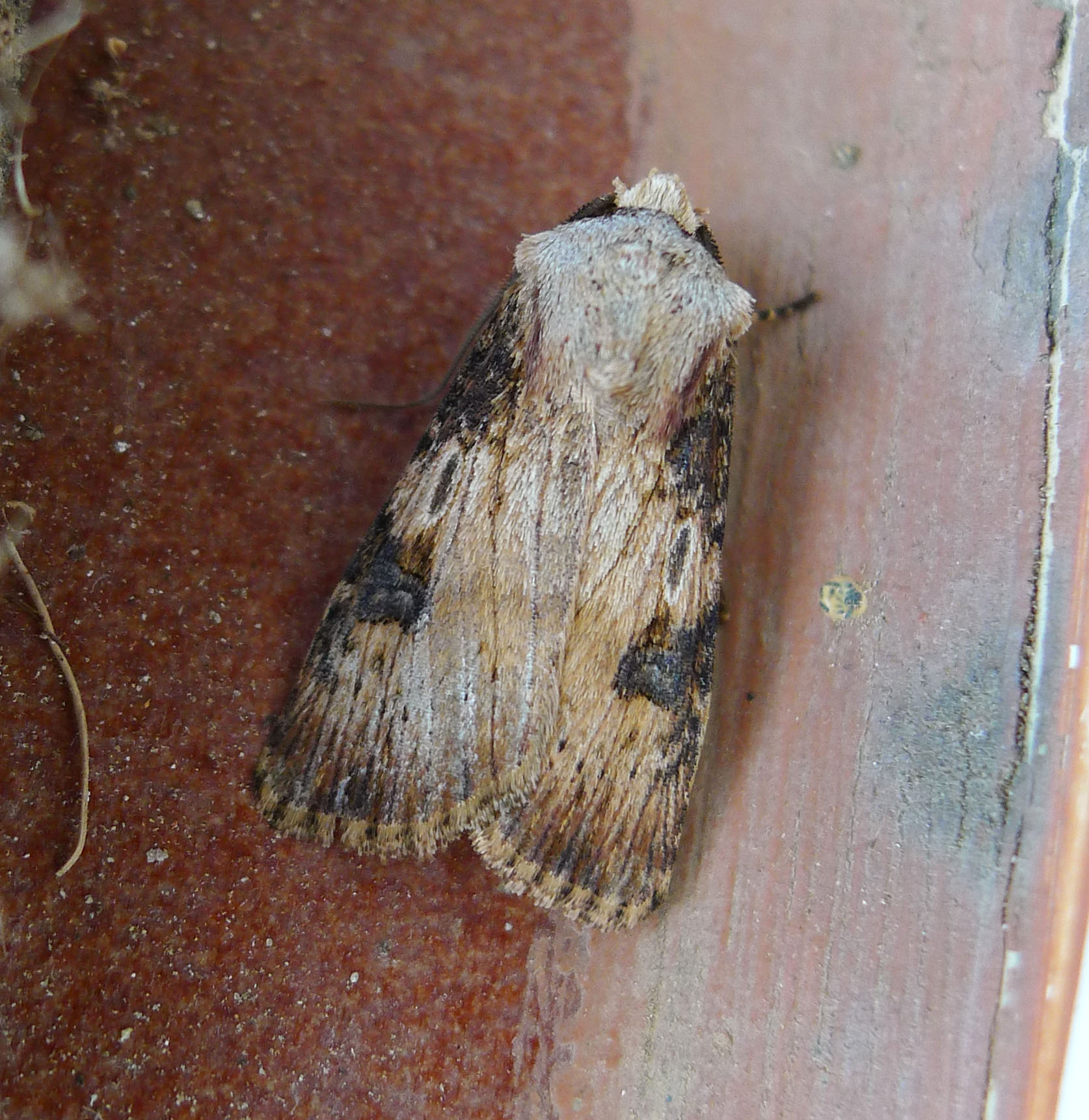
Agrotis syricola
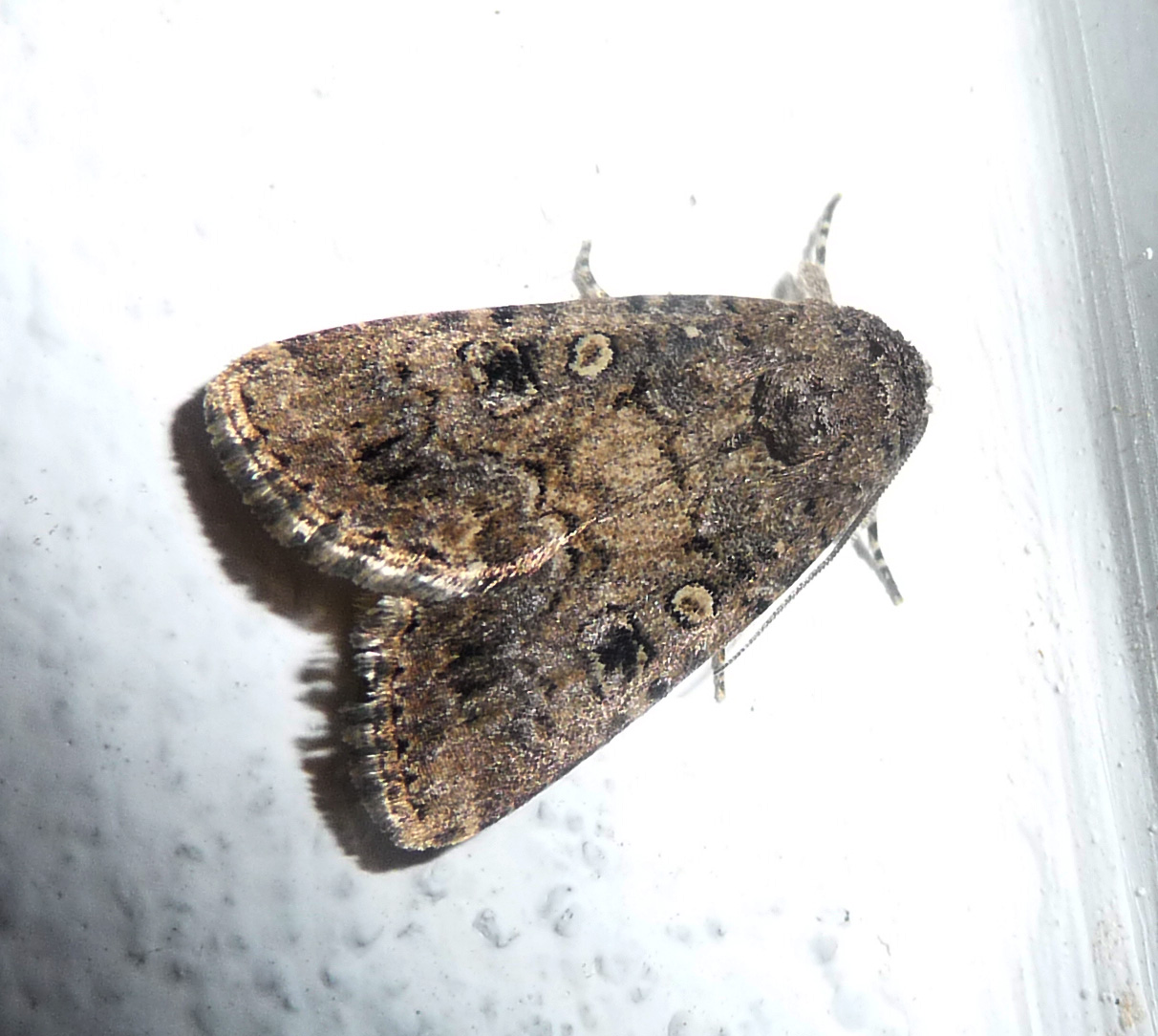
Agrotis trux
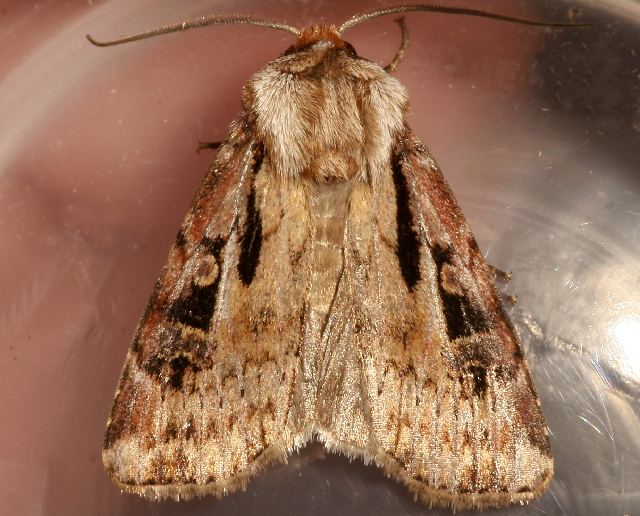
Agrotis vancouverensis
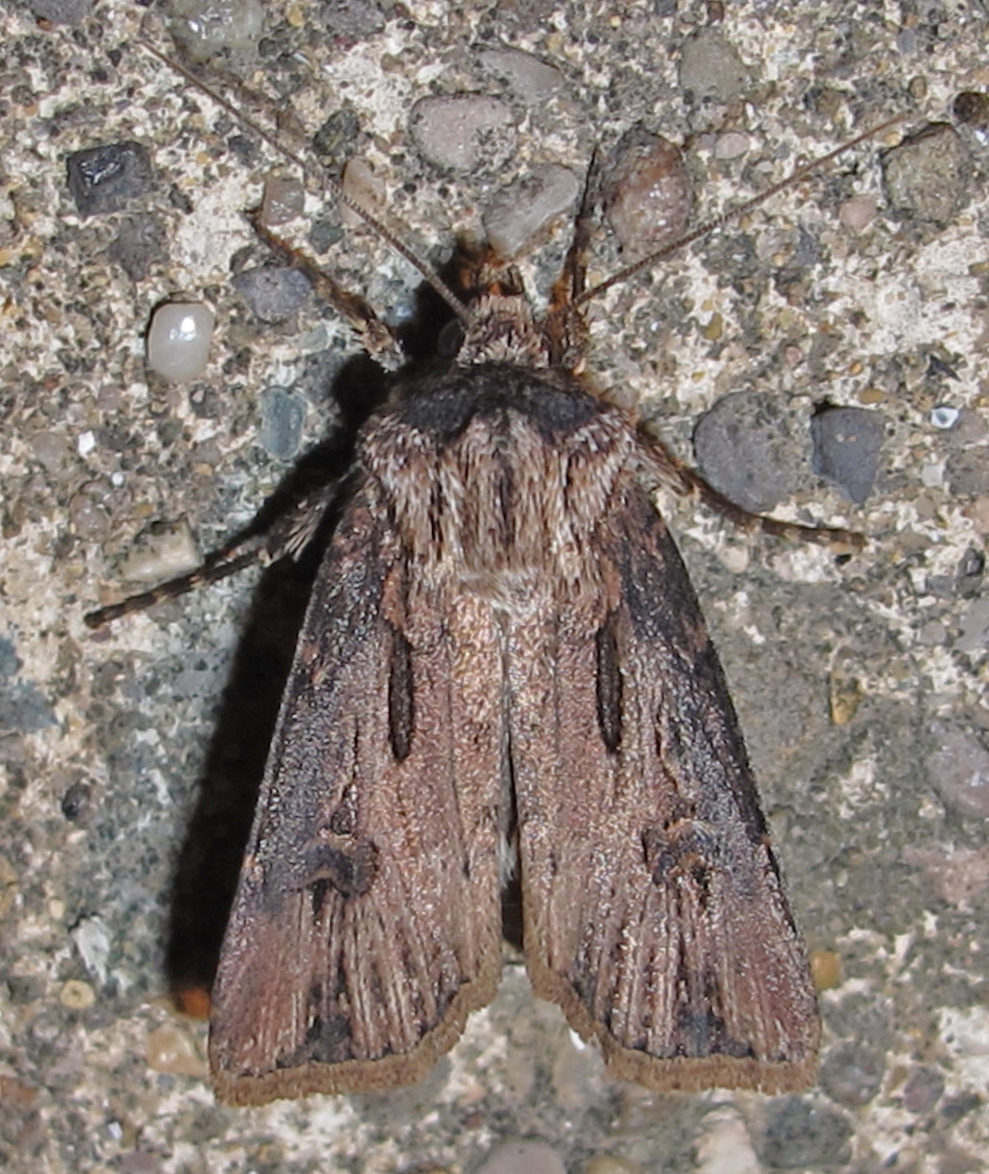
Agrotis venerabilis
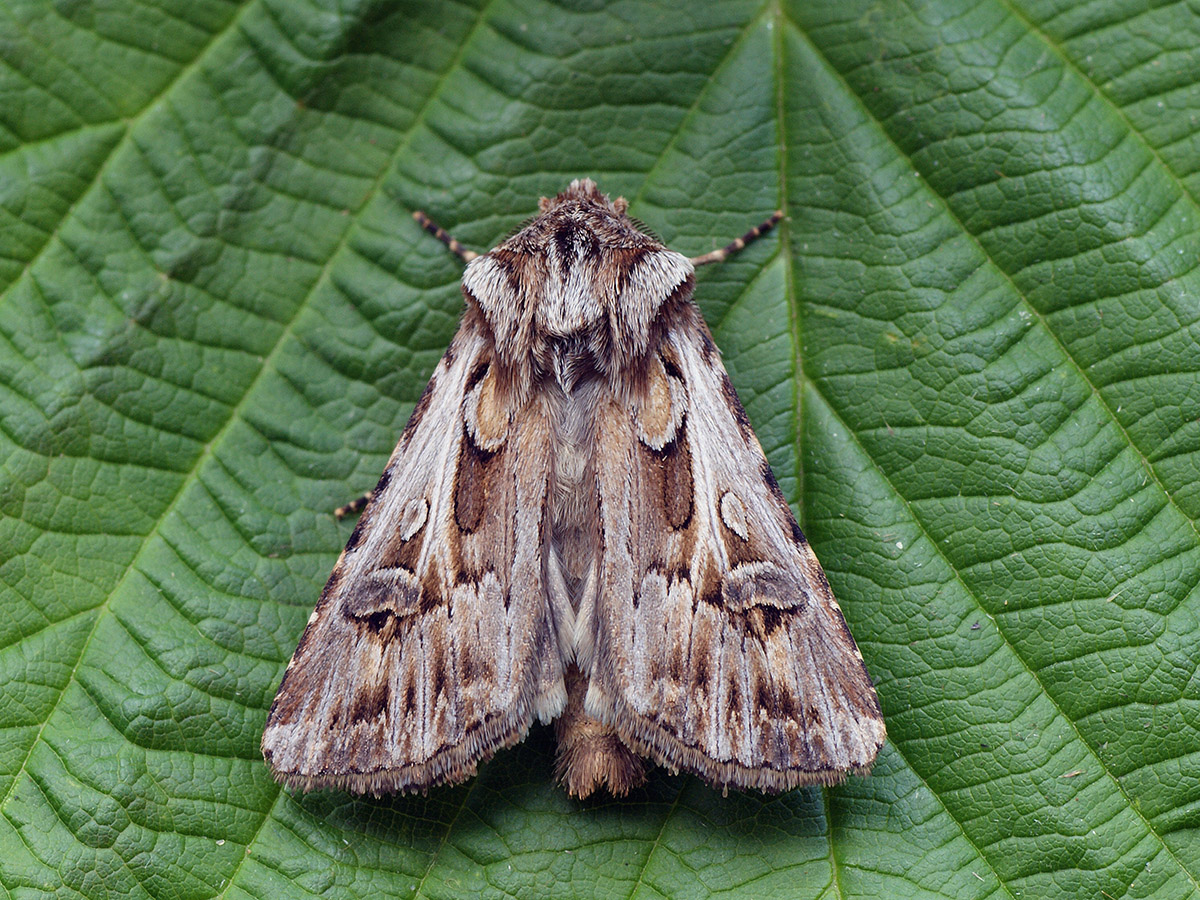
Spårjordfly, Agrotis vestigialis
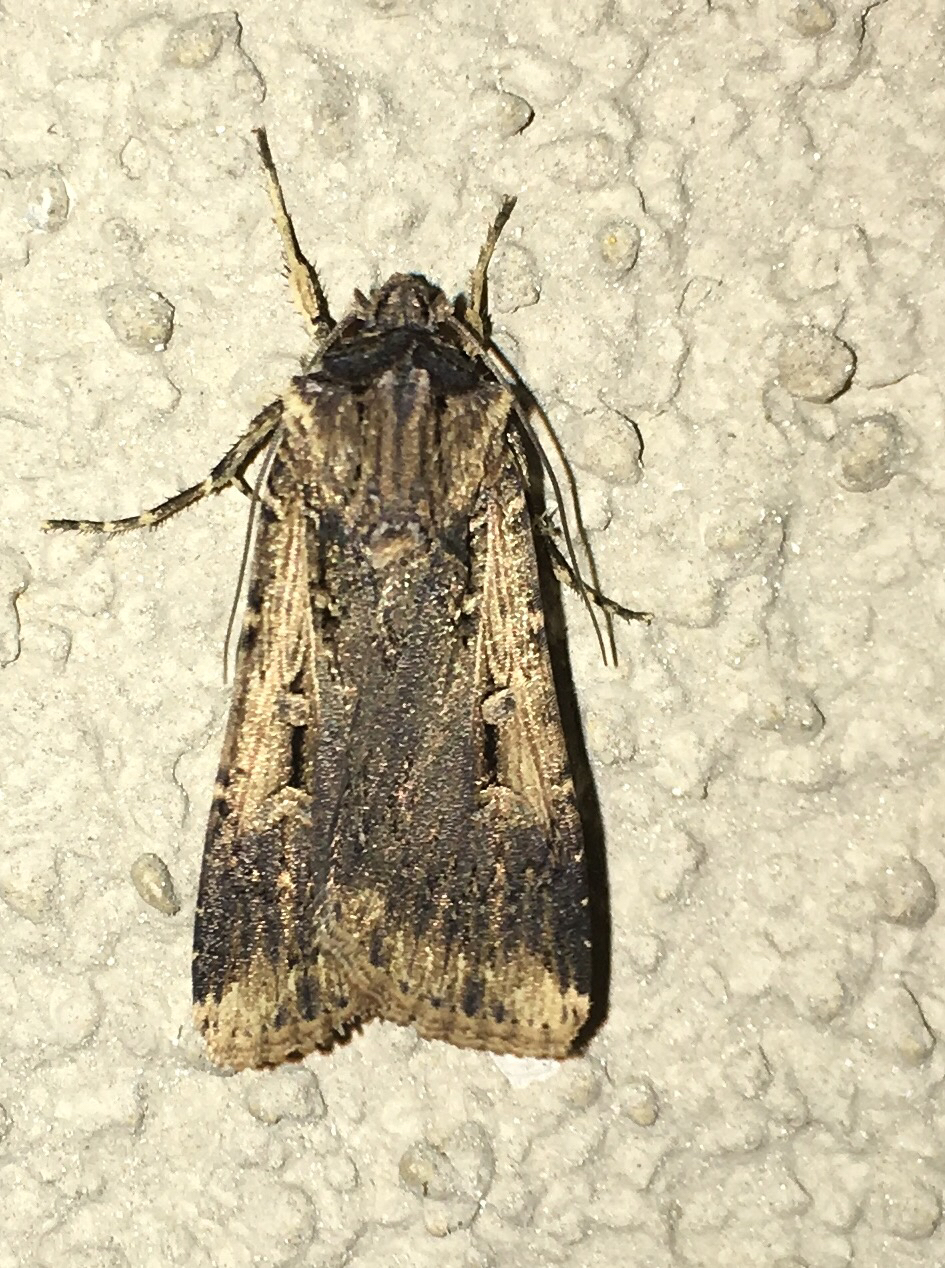
Agrotis volubilis